# Centre européen de recherche et de formation avancée en calcul scientifique
Le Centre européen de recherche et de formation avancée en calcul scientifique (en abrégé Cerfacs) est un centre de recherches en mécanique des fluides numérique appliquées aux domaines aéronautique et spatial, à l'automobile, la météorologie, les problèmes environnementaux et le climat. C'est également un organisme de transfert de connaissances et de formation. 

## Historique
Le Cerfacs a été créé en 1987 comme groupement d'intérêt scientifique (GIS) par l'Aérospatiale, le CNES, le CNRS, l'INPT, l'INRIA, l'INSA, Matra-Marconi Space, la Météorologie nationale, l'ONERA et le Conseil régional de Midi-Pyrénées. En 1988 le GIS se transforme en groupement d'intérêt public (GIP).
En 1996, le Cerfacs devient une société civile regroupant l'Aérospatiale, devenue groupe Airbus,  le CNES, Météo-France et EDF auquel se joindront Safran (2004), l'ONERA (2006) et Total (2008).  Depuis janvier 2021, le Cerfacs est une SAS.
En 2009 est créé un laboratoire commun avec l'INRIA. Un accord de collaboration est signé avec cet organisme en 2013.
Le Cerfacs anime avec Teratec et GENCI le centre de compétence français EuroHPC. 

## Missions
Les missions sont :
- de développer des recherches scientifiques et techniques visant l'amélioration des méthodes de calcul, incluant une meilleure prise en compte des processus physiques concernés, et la mise au point d'algorithmes performants pour les nouvelles architectures de calculateurs ;
- de permettre l'accès aux calculateurs d'architecture nouvelle susceptibles d'apporter un gain significatif de performances ;
- de transférer les connaissances vers les grands secteurs industriels et de former des personnels dans ces secteurs[1].

Pour ces objectifs le CERFACS s'est doté de puissants moyens de calcul.

## Organisation
L'organisme comporte neuf équipes :
- Calcul haute performance ;
- Assimilation et optimisation de données ;
- Méthodes numériques et algèbre linéaire ;
- Combustion ;
- Aérodynamique ;
- Quantification des incertitudes ;
- Climat ;
- Couplage et interfaces ;
- Environnement (hydrologie, feux de forêts).

Les applications sont structurées autour de « défis » :
- en aérodynamique simuler complètement les écoulements autour d'un avion, dans une turbine et une chambre de combustion[4] et dans un moteur de fusée ;
- la prévision décennale du climat ;
- la prévision des risques environnementaux naturels ou industriels.